# 金子理恵
金子 理恵（かねこ りえ、1958年7月13日 - ）は、日本のアナウンサー、人材教育コンサルタント、食育料理家。旧名、斎藤 理恵（さいとう りえ）、伊澤 理恵（いさわ りえ）。
東京都目黒区出身。モラドカンパニー所属。一般社団法人日本コミュニケーション&マナー協会理事長。オフィスアーク代表取締役。食育料理家としては、マルコー食品玄米麺レシピ提供、マクロビオティッククッキングを提供している。

## 略歴
- 1978年 - 学生時にNHKスペイン語講座（NHK教育テレビ）アシスタントで出演。
- 1979年4月 - 共立女子短期大学国文科卒業後、福島テレビにアナウンサーとして入社。
- 1982年 - フリーとなりオフィスアーク代表。企業研修、各種祭典・結婚式披露宴等の司会、ナレーション、講演、コミュニケーションマナー研修を提供。和・洋のマナー講師として活躍する。
- 2005年3月 - 文部科学省認可 パフォーマンス学教育専門団体社団法人パフォーマンス教育協会 公的資格パフォーマンスアドバイザー取得。
- 2005年10月 - 日本プロスピーカー協会認定プロスピーカー。
- 2006年 - ARKサロン東京、ARKサロン仙台を開設。食育講座、リエ クッキングスタジオを開設してナチュラルクッキング授業を提供。仙台SOSモデルエージェンシーにモデル・パーソナリティーとして所属（2008年付属マナースクール担当講師）。厚生労働省ビジネスキャリア制度認定営業・マーケティング分野教育訓練実施機関アチーブメント株式会社契約トレーナー。
- 2007年 - 文部科学省認可社団法人パフォーマンス教育協会パフォーマンスインストラクター資格取得。
- 2008年 - 文部科学省認可社団法人パフォーマンス教育協会認定インストラクター養成コース専任講師。
- 2009年 - イタリア・トリノにて日本家庭料理・マナー・文化の着物・茶の湯を紹介。登録名を金子 理恵に改名。
- 2010年 - 東京スクール・オブ・ビジネス専門学校ビジネスマナー講師。ベルエポック美容専門学校ビジネスマナー講師。
- 2011年6月8日 - 一般社団法人日本コミュニケーション&マナー協会を設立、理事長に就任。
- 2011年 - クラブ・ガストロノミック・プロスペール・モンタニエ　サン・フォルチュナ（美食家）勲章受章。
- 2012年 - インターネット授業でコミュニケーションマナー講座開設。国内外の日本人のコミュニケーションマナー、日本の伝統文化の指導を行う。

## 出演番組
- FTVテレポート（1980年10月 - 1981年3月、福島テレビ）平日キャスター
- 暮らしの窓
- 茶の間の県政
- 八木治郎ショー（MBS）

## 著書
- おとなのための恋愛塾（2011年、iTunes）
- 怒れ!東北人、叫べ!日本人 忍耐なんて美徳じゃない!震災体験記（2012年）